# Giovanni Battaglin
Giovanni Battaglin (født 22. juli 1951) er en tidligere italiensk professionel landevejscykelrytter. Højdepunktet i hans karriere, kom da han vandt Giro d'Italia i 1981. Han vandt også Vuelta a España samme år.
Battaglina blev født i Marostica, provinsen Vicenza.